# Schalttechnik
Schalttechnik bezeichnet sowohl die Auslegung elektrischer Schaltungen  in der Planung  mittels Schaltplänen auf die geforderten Funktionen als auch die praktische Ausführung im Gerätebau und in elektrischen Anlagen.
Teilweise wird mit Schalttechnik auch die Gesamtheit von allgemeinen elektrischen Schaltgeräten und ihre zweckorientierte Bemessung gemeint.